# Jezerci
Jezerci (starořecky Ἐζερῖται, Ezeritai) byl jihoslovanský kmen, který se během raného středověku usídlil na Peloponésu v jižním Řecku. Po zhroucení obrany Byzantské říše na dunajské hranici v počátečních desetiletích 7. století se slovanské kmeny z kmenového svazu Sklavínů usazovaly na celém Balkáně, přičemž některé skupiny doputovaly na jih až na Peloponés. Sklavínské osídlení se často dělo jen v menších skupinách (rodinách a klanech) a demografický dopad Sklavínů na pevninské Řecko byl slabý a rozptýlený. Z těchto kmenů jsou z pozdějších zdrojů podle jména známi Jezerci a Melingové, oba se usadily na svazích pohoří Taygetu.

## Etymologie
Jezerci se zřejmě usadili v oblasti známé jako Helos (řecky „bažina“), z čehož pochází i jejich jméno (jihoslovanské ezero znamená „jezero“).

## Dějiny
Jezerci jsou zmíněni ve spisu De administrando imperio byzantského císaře Konstantina VII. Porphyrogennéta, který zaznamenal, že platili tribut ve výši 300 zlatých nomismat. Císař dále uvedl, že se za vlády Romana I. Lakapena spolu s Melingy vzbouřili, ale byli poraženi stratégem Krenitem Arotratem, a v důsledku toho byli nuceni platit dvojnásobný tribut. Poté z dějin mizí s výjimkou zmínky z roku 1340 o biskupství Ezera někde v této oblasti.